# Ту Јоујоу
Ту Јоујоу (кин: 屠呦呦; 30. децембар 1930) кинеска је медицинска научница, хемичарка, фармацеуткиња и професорка. Најпознатија је по открићу артемизинина и дихидроартемизинина, употребљаваних за лечење маларије, који су спасили милионе живота. Њено откриће артемизинина и његова употреба за лечење маларије сматрају се значајним пробојем у тропској медицини у 20. веку и унапређењем здравља за људе тропских земаља у развоју у јужној Азији, Африци и Јужној Америци.
За свој рад Ту је 2011. добила Ласкерову награду у клиничкој медицини, а 2015. са Вилијамом Кембелом и Сатошијем Омуром поделила је Нобелову награду за физиологију или медицину. Ту је прва кинеска нобеловка за физиологију или медицину и прва држављанка Народне Републике Кине која је добила Нобелову награду за природне науке те прва Кинескиња која је добила Ласкерову награду. Родила се, образовала и провела истраживања искључиво у Кини.